# Journal of Archaeology in the Low Countries
Journal of Archaeology in the Low Countries (JALC) is een Open Access elektronisch wetenschappelijk tijdschrift, dat in 2009 is uitgegeven door Amsterdam University Press.
Het tijdschrift richt zich op archeologie in de Lage Landen (het Beneden-Rijn gebied). Het hoofddoel van het tijdschrift is het begrip van de voormalige leefgemeenschappen, hun differentiatie en veranderingen door de tijd, en hun relatie tot het natuurlijke milieu, niet alleen binnen de smalle grenzen van het belangrijkste aandachtsgebied, maar hoofdzakelijk met betrekking tot bredere patronen en ontwikkelingen. Onderzoeksgebieden in de Lage Landen beslaan de volledig archeologische tijdslijn, van het vroege Palaeolithicum, het Neolithicum, de IJzertijd tot aan de studies van recente tijden.
In nummer twee zijn voor het eerst verrijkte publicaties opgenomen. Dat zijn online artikelen die direct linken naar onderzoeksgegevens in een online database. Grafieken, foto’s, landkaarten, artefact catalogi worden direct gelinkt aan een artikel en geven de lezer meer inzicht en achtergrondinformatie. Zowel de auteur als de lezer zijn zo in staat meer informatie uit te wisselen dan nu met traditionele artikelen het geval is.
JALC maakt gebruik van zowel Digitale Academische Bewaarplaats als Printing on Demand voorzieningen. De artikelen zijn voor geïnteresseerden digitaal kosteloos in te zien (XML) en PDF).
Deelnemende partijen in het JALC project: Amsterdams Archeologisch Centrum (Universiteit van Amsterdam), Archeologisch Centrum (Vrije Universiteit), Archol BV, BIAX Consult, Faculteit der Archeologie (Universiteit Leiden), Hazenberg Archeologie Leiden BV, Rijksdienst voor Cultureel Erfgoed (RCE), Rijksmuseum van Oudheden (RMO), Vlaams Instituut voor Onroerend Erfgoed (VIOE).